# 顾家家居
顾家家居股份有限公司（英語：Jason Furniture(Hangzhou)Co.,Ltd.；上交所：603816，简称：顾家家居），是一家总部位于中国浙江省杭州市的家具生产制造商，主要产品涉及沙发、餐椅、床、定制家具、红木家具等。

## 历史
公司前身为2006年注册成立的“梅赛尔御龙高速机械（杭州）有限公司”，系由杭州阳光集团有限公司和U.S.A. MesserHighSpeedMechanismLtd.共同出资设立的中外合资企业。2008年公司名称变更为“杭州庄盛家具制造有限公司”，通过股权转让TBHomeLimited成为庄盛家具的唯一股东，庄盛家具由中外合资企业变更为外商独资企业。2009年8月，庄盛家具股权转让，顾家控股成为庄盛家具第一大股东。2011年，庄盛家具整体变更设立为股份有限公司，并更名顾家家居股份有限公司。2016年10月14日在上海证券交易所挂牌上市。
2022年，公司实现营业收入约180.1亿元，同比减少1.81%；实现净利润约18.12亿元，同比增加8.87%。